# 전기생리학
전기생리학(電氣生理學, Electrophysiology)은 세포의 전기적 활동을 연구하는 학문이다. 연구방법으로는 주로 패치클램프(patch clamp)가 사용된다. 최근에는 칼슘이나 세포내 신호전달물질의 활성도를 전기적 활동과 병행해서 관찰하려 하고 있다.

## 같이 보기
- 신경생리학